# شيموس مور
شيموس مور (بالإنجليزية: Seamus Moore)‏ هو موسيقي أيرلندي، ولد في 18 يونيو 1947 في Callan, County Kilkenny ‏ في جمهورية أيرلندا.

## وصلات خارجية
- الموقع الرسمي